# MR-20
MR-20 ist eine russische Höhenforschungsrakete. Die MR-20 kann eine Nutzlast von 130 Kilogramm in eine Höhe von 250 Kilometern bringen. Die MR-20 ist 9 Meter lang und hat einen Durchmesser von 45 Zentimetern.

## Durchgeführte Experimente
1985 wurde eine mit einer Ionenkanone ausgestatteten MR-20 genutzt, um im Rahmen eines sovietisch-polnischen Experiments Lithium-Ionen in die Ionosphäre zu injizieren.
1988 starteten drei MR-20-Raketen vom Forschungsschiff "Professor Vize" mit dem Ziel, die obere Atmosphäre und die ionosphärischen Charakteristika von Polarlichtern zu untersuchen. Die Flüge von MR-20 Raketen sollten die obere Atmosphäre und die ionospherische Eigenschaften der Polarlichter untersuchen.